# Аврам Петронијевић
Аврам Петронијевић Шћекић, 2/13. септембар 1791 — Цариград, 10/22. април 1852) био је српски државник, више пута председник Владе и министар иностраних послова кнежевине Србије.

## Биографија
Рођен је (при бегу мајке Јелене преко Дунава) 13. септембра 1791. године (по новом календару) у Текији, на Дунаву. Отац Петроније Шћекић је био из Црне Горе, од братства Шћекића око Берана. Браћа Шћекићи су се настанили код Јагодине, у Србији. За време аустријско-турског рата 1788. године учествовао је Петроније у српском фрајкору са чином фелвебела. Након рата настанио се у Оршави, где је радио две деценије као службеник у тамошњем контумацу.
Школу је Аврам учио од 1797. године у Оршави (данас у Румунији), а стекао је више школе (Трговачку) захваљујући помоћи оршавског трговца Фоте Поповића. Млади Петронијевић је првобитно радио у канцеларијама бечког трговца и банкара Сине и спахије Васе Демелића. Затим је започео сопствену трговину у Оршави, па након неуспеха 1817. године се вратио у Србију. Пријавио се код кнеза Милоша који му је дугове исплатио и нашао посао. Прво је био писар код гружанског кнеза Петра Топаловића, али радио је и као кочијаш. Постао је онда о Митровдану 1817. године лични секретар кнеза Милоша Обреновића јер је знао грчки језик. Петронијевић спада у ред најотменијих, најуглађенијих, најпоштенијих и најисправнијих људи, око кнеза Милоша Обреновића. За Милоша је успешно 1819. године скупио царски арач у Пожаревачкој нахији. Био је уз кнезову подршку члан српске депутације у Цариграду која је тамо била притворена, од 1821. до 1825. године и лоше прошла. Тегобно бављење у турској престоници га је обогатило животним искуством и припремило за будуће дипломатске послове. И касније он је више пута био српски посланик (ћехаја) код турске владе (Порте). Када је 1830—1831. године ишао у друштву Цветка Рајевића у Русију, добио је од руског цара том приликом Орден Св. Владимира IV реда. Заједно са Стевчом Михаиловићем учествовао је у сузбијању епидемији куге у Јагодини 1837. године.
Пионирском предузетничком духу Кнежевине Србије прикључио се и Аврам Петронијевић који је 1841. године започео припреме за производну делатност. Коначно, 1846. године отворио је прву фабрику за израду стакла у Белици а две године касније успешно је извезао прве пакете стакла у Турску. У Завичајном музеју у Јагодини, али и у другим музејима, данас се налазе изложени производи од стакла из ове фабрике, који уједно представљају најстарији српски индустријски производ.
За њега се не може рећи да је завршио велике школе, али са скромним основним образовањем могао је својим знањем страних језика да парира најбољим апсолвентима тадашњих факултета. Говорио је немачки, грчки, румунски, италијански, турски и француски језик.
Са Томом Перишићем Вучићем је стајао на челу Уставобранитеља против кнеза Милоша Обреновића, и био је један од истакнутих организатора Милетине буне. Био је предводник српске депутације која се налазила у Цариграду, при изради Устава из 1838. године, и највише се истицао у њеном раду за ограничавање владареве власти. Представљао је намесника кнезу Милану који је у то време био болестан и кнезу Михаилу који је тада био малолетан. У току владавине кнеза Александра Карађорђевића, од 1844. до своје смрти био је министар иностраних послова и кнежев представник (што одговара данашњем премијеру). Као предводник уставобранитеља ушао је у сукоб са кнезом Михаилом и самим тим није имао другог избора сем да побегне из земље. Вратио се у Србију након Вучићеве буне која је била 1842. године. Педесетих година 19. века Аврам Петронијевић је био министар иностраних дела Србије. То је била најдужа влада од кад постоји Српска држава и свакако једна од најделотворнијих и најзначајнијих. Та влада трајала је од 1842. године до 1852. године. У Белици крај Јагодине је основао фабрику за производњу стакла. Била је то прва стаклара на Балкану ако не и прво индустријско постројење. У Србији наравно није било мајстора који су познавали овај занат па је Аврам Петронијевић довео мајсторе стакларе из Чешке.
Аврам је био ожењен Станијом Карамарковић из села Бечња. Кнез Милош је био проводаџија и кум на венчању одржаном септембра 1821. године у Крагујевцу. Једино им је син Милан дуже поживео. Умро је Петронијевић у Цариграду 22. априла 1852. године, током званичне мисије, и сахрањен у цркви Свете Петке на Босфору, поред игумана Самуила Јаковљевића, свог колеге из депутације, који је умро 1824. године.